# Chremon repentinus
Chremon repentinus är en insektsart som beskrevs av Rehn, J.A.G. 1930. Chremon repentinus ingår i släktet Chremon och familjen syrsor. Inga underarter finns listade i Catalogue of Life.